# Šmigovec
Šmigovec (em húngaro: Súgó) é um município da Eslováquia, situado no distrito de Snina, na região de Prešov. Tem 7,13 km² de área e sua população em 2018 foi estimada em 83 habitantes.

## Demografia
| Ano:        | 1994 | 2004    | 2014   | 2024   |
| ----------- | ---- | ------- | ------ | ------ |
| Broj ljudi: | 123  | 92      | 85     | 78     |
| Razlika:    |      | -25,20% | -7,60% | -8,23% |

| Ano:               | 2023 | 2024   |
| ------------------ | ---- | ------ |
| Número de pessoas: | 79   | 78     |
| Diferença:         |      | -1,26% |